# Maryna Prokofyeva
Maryna Prokofyeva(en ukrainien : Марина Сергіївна Прокофєва), née le 4 février 1982 à Jdanov, est une judokate ukrainienne.

## Palmarès international en judo
| Année | Évènement                               | Classement | Catégorie de poids    |
| ----- | --------------------------------------- | ---------- | --------------------- |
| 2003  | Championnats d'Europe                   | 7e         | poids lourds (+78 kg) |
| 2004  | Jeux olympiques d'été                   | 5e         | poids lourds (+78 kg) |
| 2004  | Championnats d'Europe                   | 1re        | poids lourds (+78 kg) |
| 2004  | Championnats d'Europe toutes catégories | 2de        | open                  |
| 2005  | Championnats d'Europe                   | 3e         | poids lourds (+78 kg) |
| 2005  | Championnats d'Europe toutes catégories | 7e         | open                  |
| 2006  | Championnats d'Europe                   | 5e         | poids lourds (+78 kg) |
| 2007  | Championnats d'Europe                   | 5e         | poids lourds (+78 kg) |
| 2009  | Championnats d'Europe                   | 7e         | poids lourds (+78 kg) |